# ロバート・シャーリー (第12代フェラーズ伯爵)

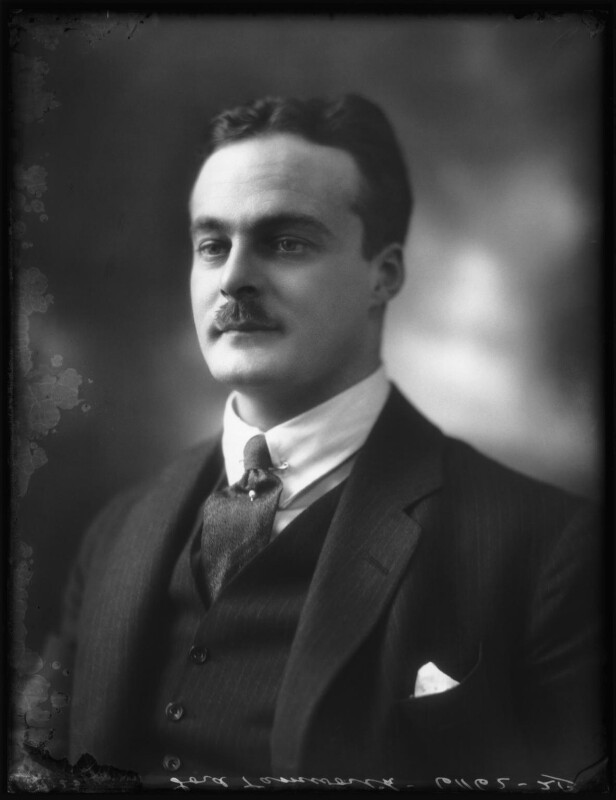
第12代フェラーズ伯爵、1923年撮影。

第12代フェラーズ伯爵ロバート・ウォルター・シャーリー（英語: Robert Walter Shirley, 12th Earl Ferrers、1894年7月7日 – 1954年10月11日）は、グレートブリテン貴族。

## 生涯
第11代フェラーズ伯爵ウォルター・ナイト・シャーリーと妻メアリー・ジェーン（Mary Jane、1944年2月10日没、ロバート・ムーンの娘）の息子として、1894年7月7日に生まれた。

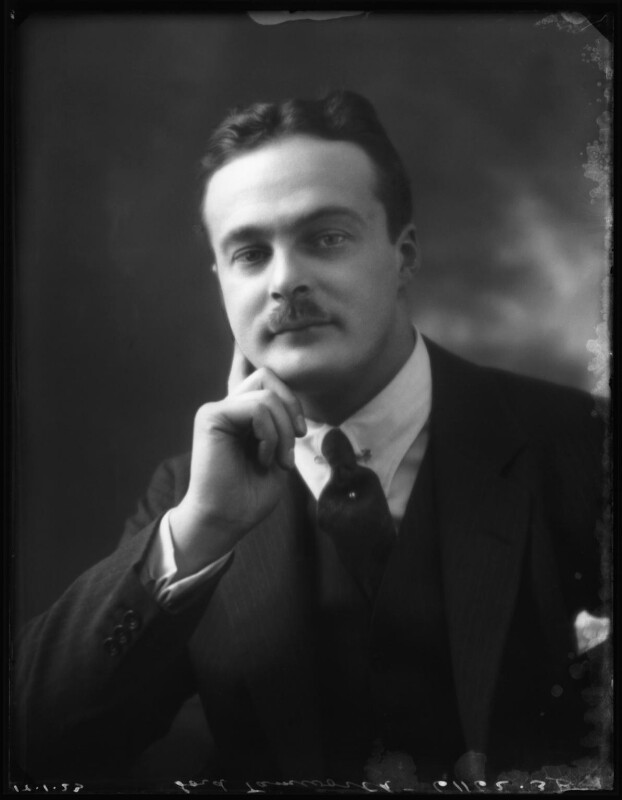
第12代フェラーズ伯爵、1923年撮影。

1922年2月28日、ハーマイオニー・ジャスティス・モーリー（Hermione Justice Morley、1969年7月16日没、A・ノエル・モーリーの娘）と結婚、1男2女をもうけた。
- ロバート・ワシントン（英語版）（1929年6月8日 – 2012年11月13日） - 第13代フェラーズ伯爵[3]
- エリザベス・ハーマイオニー（Elizabeth Hermione、1997年10月7日没） - 1959年10月24日、ジョン・ファウンズ＝ラットレル（John Fownes-Luttrell、1985年没、ヒュー・コートネイ・ファウンズ＝ラットレル（英語版）の次男）と結婚、子供あり[2]
- ジェーン・ペネロープ・ジャスティス（Jane Penelope Justice） - 1944年5月17日、ジョン・モーリス・ロブソン（John Maurice Robson、1989年没、ジェームズ・ロブソンの息子）と結婚、子供あり[2]

1937年2月2日に父が死去すると、フェラーズ伯爵位を継承した。
1954年10月11日に死去、息子ロバート・ワシントンが爵位を継承した。